# Abresso flygplats
Abresso flygplats (indonesiska: Bandar Udara Abresso) är en flygplats i provinsen Papua Barat i Indonesien. Flygplatsen är belägen 16 meter över havet.
Abresso flygplats tillhör regentskapet Kabupaten Manokwari Selatan och servar främst byarna Ransiki, Raipow och Abreso. Landningsbanan är asfalterad och cirka 1 500 meter lång.